# آدام-اوندی-احمان

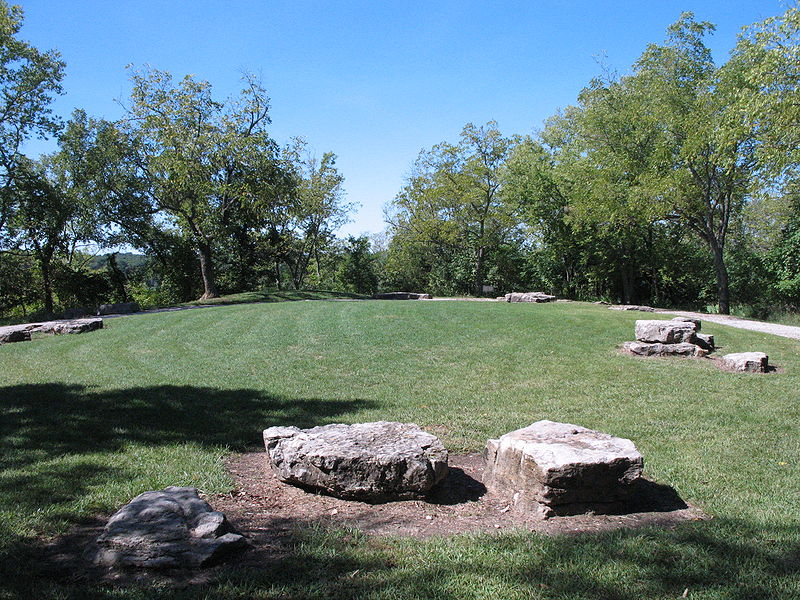
تپه برج (محل معبد آدام-اوندی-احمان اعلام شده توسط جوزف اسمیت) در آدام-ئوندی-احمان. عکس بر اساس پوستر در سپتامبر ۲۰۰۷.

آدام-اوندی-احمان (انگلیسی: Adam-ondi-Ahman) یک مکان تاریخی در شهرستان دیویس، میزوری، میزوری، در حدود پنج مایلی جنوب جیمسون، میسوری است. در امتداد بلوف‌های شرقی بالای رود بزرگ واقع شده‌است. طبق آموزه‌های کلیسای عیسی مسیح قدیسان آخرالزمان (کلیسای ال‌دی‌اس)، مکانی است که آدم و حوا پس از اخراج از باغ عدن در آن زندگی می‌کردند. این فرقه تعلیم می‌دهد که قبل از ظهور دوم عیسی، این مکان محلی برای گردهمایی رهبران کشیشی، از جمله پیامبران در تمام اعصار و دیگر افراد صالح خواهد بود.
جنبش قدیسان آخرالزمان زمانی پیشنهاد ساخت یک معبد را در این محوطه داد. چنین تلاش‌هایی در قرن نوزدهم در نتیجه جنگ مورمون‌های ۱۸۳۸ برای بیرون راندن مقدسین آخرالزمان از میسوری متوقف شد. اعلام آدام آوندی احمان به عنوان مکانی مقدس برای معبد نقطه عطفی در آن رویارویی بود.
پس از اخراج مقدسین آخرالزمان، ساکنان این مکان را به «کراونزویل» "Cravensville" تغییر نام دادند. این محل درگیری در طول جنگ داخلی آمریکا در ۴ اوت ۱۸۶۲ بود، زمانی که نیروهای اتحادیه تلاش کردند تا نیروهای کمکی کنفدراسیون را در اولین نبرد استقلال متوقف کنند. شش ایالات مؤتلفه آمریکا کشته و ۱۰ زخمی شدند. نیروهای اتحادیه پنج زخمی داشتند.